# Maxime Simoëns
Pour les articles homonymes, voir Simoëns.
Maxime Simoëns, né le 15 novembre 1984 à Lesquin (Nord-Pas-de-Calais), est un styliste français. Il est « membre invité » de la Chambre syndicale de la couture parisienne jusqu'aux défilés de janvier 2012 puis membre de la Chambre syndicale du prêt-à-porter des couturiers et des créateurs de mode depuis 2013.

## Biographie

### Apprentissage
Après avoir pratiqué le théâtre pendant une dizaine d'années, Maxime Simoëns souhaite intégrer une école de réalisation cinématographique. Afin d'y entrer, il doit réaliser un book décrivant son univers et se rend compte qu'il passe plus de temps à le dessiner qu'à l'exprimer par des mots.
C'est lors d'un concert de Madonna en 2001, pour la tournée The Drowned World Tour, que Maxime prend conscience de sa vocation. En voyant le programme du spectacle dans lequel étaient illustrés les costumes créés par le couturier Jean Paul Gaultier, la mode lui apparait comme une évidence.

### Naissance de la maison
Son bac scientifique en main, Maxime Simoëns étudie les arts appliqués à l'École de Condé de Lyon et intègre l'année suivante l'École de la chambre syndicale de la couture parisienne. En 2006, il sort major de sa promotion et fait son apprentissage auprès des créateurs de grandes maisons tels qu'Elie Saab, Jean Paul Gaultier, John Galliano pour Dior et Nicolas Ghesquière pour Balenciaga où il travaille à la recherche d'inspiration, ainsi qu'à la création de broderies et d'imprimés.  
En décembre 2008, Maxime Simoëns est sélectionné pour participer au festival d'Hyères. Il créa pour l'occasion une collection composée de sept looks, dont une robe violette qui sera portée par la suite par Beyoncé sur la pochette de son album 4 et une veste de tailleur portée par Blake Lively dans un épisode de la série Gossip Girl.
À la suite de ce concours, il fonde sa propre maison et lance sa première collection en octobre 2009,. Il s'installe rue Montmartre à Paris. Il crée son logo, un code barre, clin d'œil à la société de consommation.

### Couture
Après une première collection intitulée Black to White en hommage à Michael Jackson, Maxime Simoëns enchaîne les collections. Mais c'est en janvier 2011 qu'il intègre ainsi officiellement le calendrier de la haute couture en tant que « Membre invité ». Il défilera trois fois en couture.

### Leonard
En octobre 2011, Maxime Simoëns est nommé directeur de la création de la maison française de prêt-à-porter Léonard,. Sa première collection est présentée en mars 2012 au Grand Palais à Paris. Cette collection raconte la découverte de l'hôtel particulier Léonard, avenue Pierre Premier de Serbie, par le créateur. Il mélange ainsi les codes de la marque connue pour ces imprimés fleuris, sa bande régulière et ornée, son univers asiatique, avec un univers plus parisien via des motifs « moulure » et des jersey imprimés de marbre, ainsi que des modèles, totalement noirs.
Lors de ce même défilé de mars 2012, des rumeurs font part du possible départ de Maxime Simoëns de la maison Léonard pour reprendre la place de John Galliano à la tête de la maison Dior. Au début du mois d'avril suivant, son départ est confirmé mais son arrivée à la tête de la marque du groupe LVMH est quant à elle démentie officiellement dans le journal Le Monde. Cette décision lui permet ainsi de le laisser « libre de se concentrer sur de nouveaux projets »,. 
Durant les onze mois suivants, le créateur s'absente des podiums et des magazines. 
Le 20 février 2013, via l'AFP, le groupe LVMH annonce sa participation au capital du créateur ainsi qu'un soutien stratégique apporté par le PDG de Dior, Sidney Toledano, La maison décide alors de défiler pendant le calendrier du prêt-à-porter.

### Prêt-à-porter féminin
Le 3 mars 2013, le créateur défile pour la première fois dans le calendrier du prêt-à-porter.
Après quelques interrogations de la part de la presse quant à la stratégie presse et commerciale apportées à la marque le 15 janvier 2015, après moins de deux ans d'accompagnement, le créateur décide de se détacher du groupe LVMH et émet le souhait de suspendre son activité pendant quelque temps, affirmant être serein concernant son futur et confiant quant au devenir de sa société.

### Prêt-à-porter masculin
Le 22 mai 2016, Maxime Simoens passe à la mode masculine. Il annonce la création de M.X PARIS, une marque de prêt-à-porter masculin. 
II ouvre son premier magasin situé en plein cœur de la capitale française, dans le quartier du Marais, au 13 rue Vieille du Temple, avec ses vêtements à tendance sportswear.

### Azzaro
En 2017, Maxime Simoëns est nommé directeur artistique de la maison Azzaro. Il est alors chargé des collections de haute couture ainsi que des lignes de prêt-à-porter et accessoires homme et femme,.

## Style
L'identité de son style s'inscrit dans la structure affinant la silhouette, les découpes, les contrastes, la broderie, les imprimés intégrant des mises en abymes et des illusions d’optique.

## Célébrités
Maxime Simoëns habille à plusieurs reprises des célébrités internationales telles que la chanteuse Beyoncé pour la couverture de son album 4 ,, Beth Ditto, chanteuse du groupe The Gossip, les actrices de la série télévisée Gossip Girl, Blake Lively et Leighton Meester, Rachel McAdams, Emma Watson qui reçoit son MTV Trailblazer Award habillée d'une robe du défilé de Maxime Simoëns inspiré du Lac des Cygnes ou Kylie Minogue pour son clip Kiss me once et la sortie de son album ,, Dita von Teese.
Il habille aussi de nombreuses stars françaises dont Mélanie Laurent, égérie du créateur et fidèle de la maison, mais aussi Léa Seydoux qui reçoit sa palme d'or à Cannes dans une robe noire et blanche signée par le créateur, Juliette Binoche,Carla Bruni, Clotilde Courau, Bérénice Bejo, Adèle Exarchopoulos, Keren Ann, Àstrid Bergès-Frisbeyou encore Suzanne Clément.

## Autres activités

### Caudalie
Après la Maison Martin Margiela, Maxime Simoëns est choisi pour redécorer, dans l’hôtel des Sources de Caudalie, la suite de l'île aux oiseaux en créant un décor architecturé et épuré .